# 민음사
민음사(民音社, Minumsa)는 대한민국의 출판사이다. 1966년 5월 19일 창립하였고 주로 문학 및 학술 서적 출판에 중점을 두고 있다. 하위 브랜드(임프린트)로 황금가지, 사이언스북스, 세미콜론, 민음인, 판미동, 반비, 펄프, 비룡소가 있다.
사명은 '세상(사람들)의 낮은 목소리를 담되 우아하고 품위 있게 하자'는 뜻으로 창립자인 박맹호가 작명했다.
1988년 출간된 이문열의 《삼국지》는 누적판매 2천만부가 팔리는 베스트셀러가 되었다.
1998년 오비디우스의 《변신 이야기》 등 10권으로 처음 발간된 세계문학전집은 2012년 300권을 넘겼고 2022년 400권을 넘겼다.

## 하위 임프린트[5]
- 황금가지 : SF, 추리, 판타지, 호러 등 젊은 문학 위주 출간 브랜드   (대표도서: 이갈리아의 딸들, 반지의 제왕, 드래곤 라자, 셜록 홈즈 전집)
- 사이언스북스: 1997년에 민음사와는 별도로 창립된 과학전문출판 자회사  (대표도서: 코스모스, 통섭, 이타적 유전자, 파인만 씨 농담도 잘하시네!)
- 세미콜론: 2005년 만들어진 시각문화 전문 브랜드로 그래픽 노블을 주로 다룸.   (대표도서: 스위스 그래픽 디자인, 설국열차, 고스트 월드, 창작 면허 프로젝트)
- 민음인: 2006년 인터넷과 각종 멀티미디어 환경에 맞춘 지식을 공급하기 위한 브랜드
- 판미동: 2007년 도시 풍수를 시작으로 종교 영성 관련 책을 출판하는 브랜드
- 반비: 세상을 바라보는 반듯하고도 비스듬한 시선을 뜻하는 말로 인문 교양 전문 브랜드
- 펄프: 저렴한 가격에 재밌는 소설을 제공하자는 취지의 엔테테인먼트 소설 전문 브랜드
- 비룡소: 민음사가 1994년 3월 17일에 만든 어린이 책 전문 출판 자회사로 하위 브랜드로 비룡소, 고릴라박스, 까멜레옹이 있다.

## 연혁
- 1977년 오늘의 작가상 제정.
- 1981년 김수영 문학상 제정.
- 1983년 대우학술총서 발간.
- 1985년 이데아 총서 발간.
- 1994년 어린이 책 전문 자회사 비룡소 창립. 펴낸 책으로는《초원의 집》, 《크리스마스 캐럴》,《오즈의 마법사》, 《해저 2만리》, 《마법의 시간여행》등이 있다.
- 1996년 자회사 황금가지 창립.
- 1997년 학술계간지 현대사상 창간, 자회사 사이언스북스 창립.
- 1998년 세계문학전집 발간 시작.

## 세계문학전집
대한민국에서 세계문학전집을 처음으로 소개한 것은 1959년 을유문화사와 정음사로, 을유문화사는 100권짜리 ‘을유세계문학전집’을 선보였다. 1960년대에는 신구문화사가 ‘전후세계문제작선집’과 ‘현대세계문학전집’을 발간하였고, 1970년대엔 삼중당문고와 동서문화사·삼성출판사가 세계문학전집을 출간하였다. 민음사는 1998년부터 전집 발간에 나서서 2023년 1월을 기준으로 417권까지 내놓았다. 이후 문학동네도 세계문학전집을 내놓고 있다.
100번대 책이 출간될 때는 항상 한국 문학 책이 출간된다. 100번은 춘향전, 200번은 홍길동전, 300번은 이상 소설 전집이 출간되었고, 400번은 김수영의 《시여, 침을 뱉어라》가 출간되었다.
을유문화사도 2009년 6월부터 새로운 목록과 새 번역으로 ‘을유세계문학전집’을 발간하고 있는데, 300권을 목표로 하고 있다. 열린책들이 ‘열린책들 세계문학’을 발간하고 있으며, 책세상은 ‘책세상문고 세계문학’을, 문학과지성사는 ‘대산세계문학총서’를 출간하고 있다.